# Casela World of Adventures
 (mai 2019).
Si vous disposez d'ouvrages ou d'articles de référence ou si vous connaissez des sites web de qualité traitant du thème abordé ici, merci de compléter l'article en donnant les références utiles à sa vérifiabilité et en les liant à la section « Notes et références ».
Casela World Of Adventures est un parc zoologique mauricien de 250 hectares qui a ouvert ses portes en 1979 dans le district de Rivière noire sur l'île Maurice. Il présente environ 1 500 oiseaux, des lions, des guépards, des zèbres, des tortues géantes, des singes, des tigres et d'autres animaux.

## Localisation
Situé dans l'ouest de l'île, à Cascavelle, soit environ 3 km à l'est de Flic-en-Flac sur la route reliant le centre de l'île à Rivière Noire, sur le flanc de la montagne Rempart. 

## Faune et flore présentées
Il présente des spécimens rares et protégés, notamment le pigeon rose (ou pigeon des mares), endémique de l'île Maurice. 
La partie basse du parc est consacrée aux félins, aux singes et aux lémuriens, aux autruches, aux tortues et aux gazelles. Il existe une petite ferme à thème ainsi que de grands bassins peuplés de carpes chinoises. 
En 2014, le parc a accueilli des girafes et d'autres antilopes africaines, suivis de rhinocéros, dromadaires et hippopotames en 2015. Cette année fut aussi marquée par la naissance de six tigres, dont trois blancs. 

## Conservation
Le parc participe a un programme de reproduction en captivité du pigeon rose (endémique de l'île Maurice). Celui-ci a débuté à Casela au début des années 1980 avec renforcement de population dans les forêts de l'île. Grâce à ce programme, la population est maintenant de 250 oiseaux alors qu'elle était de 15 à 20 en 1985. Le programme continuera jusqu'à ce que la population excède 500 spécimens.

## Économie
Le parc compte environ 400 employés. 